# Roxy Music
Roxy Music var ett brittiskt avantgardistiskt rockband bildat 1971 i London av Bryan Ferry. Det splittrades 1983 men var aktivt i början av 2000-talet. Roxy Music har varit inspirationskälla för band inom både punk-, new wave- och new romantic-genrerna.

## Historik
Ferry var bandets karismatiske sångare, låtskrivare och ledarfigur. Tillsammans med Phil Manzanera (gitarr), Andy Mackay (saxofon, oboe) utgjorde han den kärngrupp som ledde bandets musikaliska utveckling fram till dess upplösning 1983.
Utöver de tre, har flera andra musiker haft stor betydelse för Roxy Music. Särskilt Brian Eno (synth), en av de ursprungliga medlemmarna, som i hög grad influerade bandets initiala inriktning. Även Paul Thompson, bandets förste trummis och Eddie Jobson (synth/violin) bidrog till prägeln på det tidiga Roxy Music. Däremot har bandet aldrig haft någon riktigt framträdande personlighet på bas. Efter att Graham Simpson, som var med och grundade bandet 1971, fick sparken redan 1972, har en lång rad basister kommit och gått.
Bandet fick in sammanlagt tio låtar på Top 10 UK Singles Chart. De mest framgångsrika var: "Virginia Plain" (4), "Love is the Drug" (2), "Dance Away" (2), "Angel Eyes" (4) och Lennons "Jealous Guy" med vilket bandet fick sin första listetta. Samtliga studioalbum samt ett livealbum nådde Top 10 UK Albums Chart. Tre nådde förstaplatsen: Stranded, Flesh and Blood samt Avalon, varav de två senare höll sig kvar på listorna i över ett år.
Bandet återförenades i början på 2000-talet. År 2001 gjorde Roxy Music en världsturné och gav ut ett livealbum. Därefter har bandet gett enstaka konserter under 2003 såväl som 2005. Ett nytt album med nytt material var utannonserat, men något datum blev inte offentliggjort. Gruppen har inte varit aktiv sedan 2011.

## Betydelse
Roxy Music var en viktig inspirationskälla musikaliskt och imagemässigt för många engelska punk-, new wave- och new romantic-band, samt en rad experimentella elektroniska musikgrupper i början av 80-talet. Roxy Music har ett mycket högt anseende i musikkretsar. Vid en omröstning bland 100 brittiska bransch-människor, arrangerad av Observer Music Monthly 2004, i frågan bästa brittiska musikalbum fick bandet ett mycket bra resultat. Bland 100 rangordnade album fanns tre Roxy Music-album med på 23:e, 26:e respektive 29:e plats. Endast storheter som David Bowie, The Beatles och The Rolling Stones var mer uppskattade.

## Diskografi
- Roxy Music (1972) – Virgin Records
- For Your Pleasure (1973) – Reprise Records
- Stranded (1973) – Virgin
- Country Life (1974) – Virgin
- Siren (1975) – EMI
- Viva! (Live) (1976) – MSI / Virgin
- Manifesto (1978) – Universal / Virgin
- Flesh and Blood (1980) – Virgin
- Avalon (1982) – Warner Bros. Records
- The High Road (1983)
- Heart Still Beating (1990) – EMI / Virgin
- Valentine (2000) – NMC
- Concerto (2001) – Pilot
- Live (2003) – Eagle Records